# Бостон (Узгенский район)
Бостон (кирг. Бостон) — село в Узгенском районе Ошской области Кыргызстана. Входит в состав Терт-Кельского айылного аймака.

## География
Село расположено в северной части области, в правобережной части долины реки Яссы, на расстоянии приблизительно 7 километров (по прямой) к северо-западу от города Узгена, административного центра района. Абсолютная высота — 923 метра над уровнем моря.

## Население
Согласно оценочным данным Национального статистического комитета Кыргызской Республики, численность населения села на начало 2023 года составляла 2107 человек.
| год     | 2009 | 2014 | 2015 | 2020 | 2021 | 2023 |
| ------- | ---- | ---- | ---- | ---- | ---- | ---- |
| человек | 1659 | 1761 | 1810 | 1975 | 2037 | 2107 |